# Pepita Embil

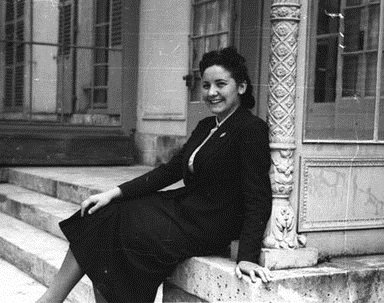
Pepita Embil (1939)

Josepha „Pepita“ Embil Echániz (* 28. Februar 1918 in Getaria; † 28. August 1994 in Mexiko-Stadt) war eine spanische Zarzuelasängerin und die Mutter des Operntenors Plácido Domingo.

## Leben
Die Tochter eines Organisten trat nach dem Besuch des Konservatoriums zunächst als Konzertsängerin auf und gab bereits 1937 in der Pariser Salle Pleyel ein Konzert. Im gleichen Jahr wurde sie Mitglied in Gabriel Olaizolas Vokalensemble Eresoinka. 1940 begann sie in Spanien ihre Laufbahn als Zarzuelasängerin mit einem Auftritt in der Zarzuela Sor Navarra von Federico Moreno Torroba an der Seite von Plácido Domingo Ferrer, ihrem künftigen Ehemann. Erfolge hatte sie dann in Madrid in Pablo Sorozábals Black el payso und Don Manolito.
1948 unternahm sie mit Plácido Domingo Ferrer und dem Komponisten Federico Moreno Torroba eine Gastspieltournee durch Puerto Rico, Kuba, Mexiko und Venezuela. Danach ließ sich das Sängerehepaar in Mexiko nieder und gründete dort die Domingo-Embil Company. Daneben gab Embil, die als La Reina de la Zarzuela berühmt wurde, auch weiterhin Konzertabende. 1988 wurde sie am Teatro Zarzuela Madrid mit einer Aufführung von Sorozábals La chulapona geehrt. In ihren letzten Lebensjahren moderierte sie im mexikanischen Fernsehen die Sendung Antología de la Zarzuela.